# فرید محمداف
فرید محمداف (به انگلیسی: Farid Mammadov) (زاده ۳۰ اوت ۱۹۹۱) یک خوانندهٔ آذربایجانی است.
او در سال ۲۰۱۳ نماینده آذربایجان در مسابقه یوروویژن بود و دوم شد.